# Sphaeradenia amazonica
Sphaeradenia amazonica är en enhjärtbladig växtart som beskrevs av Gunnar Wilhelm Harling. Sphaeradenia amazonica ingår i släktet Sphaeradenia och familjen Cyclanthaceae. Inga underarter finns listade.